# بقايا حب
بقايا حب مسلسل تلفزيوني درامي اجتماعي مشترك، تقع أحداثه بين لبنان والعراق، أَلَّفه باسل شبيب، والإخراج لحسن حسني، ومن إنتاج قناة السومرية عام 2012. يعالج المسلسل قصة رومنسية وعاطفية، بعيدًا عن الحروب والسياسة، ويعتبر العمل الأول الذي يجمع بين الممثلين العراقيين واللبنانيين.

## الممثلون

### من العراق
- آسيا كمال.
- كريم محسن.
- عادل عثمان.
- سميرة بارودي.
- إحسان صادق.
- لبنى كمر.
- شمم الحسن.
- ميس كمر.
- ستار البصري.
- كامل إبراهيم.
- محمد ناصر.
- عبد الستار البصري.
- مهدي الحسيني.
- علي جعفر السعدي.

### من لبنان
- جويل الفرن.
- جناح فاخوري.
- علي الزين.
- علاء علاء الدين.
- سلطان ديب.
- حسن المصري.
- رودي قليعاني.
- رياض عبد الحق.
- ندى البابا.
- علي جواد.
- شادي عرداتي.
- الكو داوود.
- جهاد الأندري.
- جورج خاطر.